# Горне-Штитарево
Горне-Штитарево (серб. Горње Штитарево / Gornje Štitarevo) — село в общине Вишеград Республики Сербской Боснии и Герцеговины. В настоящее время село необитаемо.